# Ajiaco (Perú)
En Perú, el ajiaco es un guiso que consiste principalmente en un preparado de aderezo peruano y ají amarillo con papas. No se debe confundir con las sopas denominadas ajiaco que se elaboran en otras partes de América Latina.

## Etimología
El nombre de «ajiaco» proviene del taíno haxí (ají), es decir, chile o guindilla, y la voz quechua hacu, que significa harina o grano menudo. También podría ser la unión entre ají, que es su elemento principal, y la desinencia despectiva aco.

## Características
En general, el ajiaco peruano es un guiso semiespeso, a modo de mazamorra, elaborado a base de ají amarillo, un aderezo de cebolla, ajo, sal, orégano, pimienta, y perejil, y papas cocidas y desmenuzadas.
Otras variantes reemplazan las papas por ollucos, caiguas, legumbres (como las habas) u otros vegetales, y algunas recetas le añaden leche y queso fresco (tipo paria, mayormente), y servido también con hierbas aromáticas, como culantro picado al final. Muy especialmente se le agrega un trozo de carne. Como muchos otros platos peruanos, se suele adornar con huevo duro y aceituna negra botija.
En algunos lugares del Perú, el guiso sirve de guarnición para el cerdo asado.

## Historia
El ajiaco es un plato de la tradición prehispánica quechua, al que se le añadió algunos ingredientes introducidos durante la conquista y colonización del Perú.
El periodista peruano Juan de Arona lo menciona en su Diccionario de Peruanismos:

Guisado nacional que tiene por base el ají y la papa, y que, en lo general, es de un picante soportable y hasta insensible a veces, por lo que puede comerlo cualquiera extranjero, aunque no es plato fino.

El mismo Arona comenta acerca del supuesto parecido entre este guiso peruano y el ajiaco, quedando en una simple homonimia:

Los señores Rodriguez y Pichardo  describen también como guisado nacional de Chile y Cuba un ajiaco tan distinto del nuestro, que podemos llegar á esta desconsoladora conclusión: ¡Cada pueblo tiene su ...... ¡ajiaco!